# Força de treball
La força de treball, segons les teories de Karl Marx, és la mercaderia la qual té el proletariat per vendre-la dins un sistema de producció capitalista. S'anomena "força de treball" i no pas senzillament "treball", tot i que Marx als seus primer treballs d'economia política no hi havia fet aquesta diferència, car aquesta mercaderia que té el proletariat no és el treball ja fet, sinó el treball, potencialment, que podria fer, i que ven per un salari.